# Nico Daws
Nicolas "Nico" Daws, född 22 december 2000, är en kanadensisk-tysk professionell ishockeymålvakt som är kontrakterad till New Jersey Devils i National Hockey League (NHL) och spelar för Utica Comets i American Hockey League (AHL). Han har tidigare spelat för ERC Ingolstadt i Deutsche Eishockey Liga (DEL) och Guelph Storm i Ontario Hockey League (OHL).
Daws draftades av New Jersey Devils i tredje rundan i 2020 års draft som 84:e spelare totalt.